# Valbom (Pinhel)
Valbom é uma povoação portuguesa do Município de Pinhel que foi sede da extinta Freguesia de Valbom, freguesia que tinha 14,76 km² de área e 214 habitantes (2011), e, por isso, uma densidade populacional de 14,5 hab/km².
A Freguesia de Valbom foi extinta (agregada), pela última reorganização administrativa do território das freguesias, de acordo com a Lei nº 11-A/2013 de 28 de Janeiro, tendo o seu território sido agregado ao da Freguesia de Bogalhal para constituir a freguesia de Valbom/Bogalhal com sede em Valbom.
Dista 6 km da sede do município sendo é atravessada a meio pela ribeira do Porquinho. 

## População
| Totais e grupos etários | Totais e grupos etários | Totais e grupos etários | Totais e grupos etários | Totais e grupos etários | Totais e grupos etários | Totais e grupos etários | Totais e grupos etários | Totais e grupos etários | Totais e grupos etários | Totais e grupos etários | Totais e grupos etários | Totais e grupos etários | Totais e grupos etários | Totais e grupos etários | Totais e grupos etários |
| ----------------------- | ----------------------- | ----------------------- | ----------------------- | ----------------------- | ----------------------- | ----------------------- | ----------------------- | ----------------------- | ----------------------- | ----------------------- | ----------------------- | ----------------------- | ----------------------- | ----------------------- | ----------------------- |
|                         | 1864                    | 1878                    | 1890                    | 1900                    | 1911                    | 1920                    | 1930                    | 1940                    | 1950                    | 1960                    | 1970                    | 1981                    | 1991                    | 2001                    | 2011                    |
|                         | 285                     | 320                     | 329                     | 391                     | 472                     | 467                     | 464                     | 566                     | 585                     | 521                     | 375                     | 461                     | 375                     | 298                     | 214                     |
| i)                      |                         |                         |                         |                         |                         |                         |                         |                         |                         |                         |                         |                         |                         | 22                      | 6                       |
| ii)                     |                         |                         |                         |                         |                         |                         |                         |                         |                         |                         |                         |                         |                         | 45                      | 16                      |
| iii)                    |                         |                         |                         |                         |                         |                         |                         |                         |                         |                         |                         |                         |                         | 139                     | 100                     |
| iv)                     |                         |                         |                         |                         |                         |                         |                         |                         |                         |                         |                         |                         |                         | 92                      | 92                      |

```
i)
 0 aos 14 anos;
 ii)
 15 aos 24 anos; 
iii)
 25 aos 64 anos; 
iv)
 65 e mais anos	
```

## Toponímia e história
Esta freguesia deve o seu nome ao facto de as primeiras habitações terem sido construídas num vale bom e fértil. A primitiva povoação estende-se pela encosta de um monte até à ribeira, estando a parte mais recente na margem oposta. As duas margens estão unidas por uma elegante ponte de um só vão, em ambiente agradável e harmonioso. Crê-se que, outrora, terá Valbom conhecido uma considerável importância. No arrolamento paroquial de 1320 foi a sua igreja taxada em 110 libras e em meados do seculo XVIII os rendimentos da paróquia igualavam os da paróquia de Santa Maria do Castelo de Pinhel. 300 mil reis anuais.

De cariz rural esta terra destaca-se pelo vasto património: Igreja Matriz, Ponte Românica, Sepulturas Rupestres, Fontanário Público, Fonte de Mergulho, Cruzeiro. Numa casa da margem esquerda da ribeira, encontra-se um curioso lintel de uma antiga capela da freguesia, hoje desaparecida. É uma das freguesias mais antigas do termo de Pinhel e a sua igreja de traça românica parece remontar ao início da nacionalidade. A sua instituição paroquial data dos seculos XIII / XIV.

Valbom foi o local escolhido por Massena para estabelecer o corpo principal das suas tropas aquando da sua chegada a Pinhel. Uma grande parte dos 1476 hectares da freguesia foi transformada num parque de artilharia, o qual, em movimento, formava um extenso comboio levando a cavalaria de reserva na retaguarda, sob o comando de Montabrum.

## Património
- Igreja Matriz da Senhora da Assunção;
- Capela de Santa Cruz.